# Gynanisa carcassoni
Gynanisa carcassoni is een vlinder uit de familie nachtpauwogen (Saturniidae). De wetenschappelijke naam van de soort is voor het eerst geldig gepubliceerd in 1974 door Pierre Claude Rougeot.